# European Darts Tour 2017
Die European Darts Tour 2017 war eine Reihe von Dartturnieren der PDC.
Die Turnierserie bestand aus zwölf über das Jahr verteilten Turnieren in verschiedenen europäischen Städten, und damit zwei Turniere mehr als im Vorjahr.
Die dortigen Ergebnisse hatten Einfluss auf die PDC Pro Tour Order of Merit, die für die Qualifikation mehrerer Major-Turniere maßgeblich war.

## Spielorte
Kein Turnier mehr gespielt wurde in Düsseldorf, Mülheim an der Ruhr, Unterschleißheim und Venray, während Göttingen, Jena, Leverkusen, Maastricht, Mannheim und Saarbrücken neue Spielorte waren.
| Maastricht |

| Sindelfingen |

| Saarbrücken |

| Schwechat |

| Leverkusen |

| Riesa |

| Hildesheim |

| Mannheim |

| Hamburg |

| Jena |

| Göttingen |

| \| Gibraltar \| |
| Gibraltar       |

| Gibraltar |

## European Tour Events
Am Ende der Saison waren die Top 32 der European Tour Order of Merit, einer gesonderten Form der PDC Pro Tour Order of Merit, in die nur das Preisgeld der European Tour Events floss, für die European Darts Championship 2017 qualifiziert.
Im Jahr 2017 wurde die Tour auf zwölf Turniere erweitert. Die beiden neuen Turniere waren die German Darts Open und der German Darts Grand Prix.
| Nr. | Datum              | Event                     | Austragungsort              | Sieger             | Ergebnis | Finalist           |
| --- | ------------------ | ------------------------- | --------------------------- | ------------------ | -------- | ------------------ |
| 1   | 24.–26. März       | German Darts Championship | Hildesheim, Halle 39        | Peter Wright       | 6 : 3    | Michael van Gerwen |
| 2   | 15.–17. April      | German Darts Masters      | Jena, Sparkassen-Arena      | Michael van Gerwen | 6 : 2    | Jelle Klaasen      |
| 3   | 21.–23. April      | German Darts Open         | Saarbrücken, Saarlandhalle  | Peter Wright       | 6 : 5    | Benito van de Pas  |
| 4   | 5.–7. Mai          | European Darts Grand Prix | Sindelfingen, Glaspalast    | Peter Wright       | 6 : 0    | Michael van Gerwen |
| 5   | 12.–14. Mai        | Gibraltar Darts Trophy    | Gibraltar, Victoria Stadium | Michael Smith      | 6 : 4    | Mensur Suljović    |
| 6   | 9.–11. Juni        | European Darts Matchplay  | Hamburg, Inselparkhalle     | Michael van Gerwen | 6 : 3    | Mensur Suljović    |
| 7   | 23.–25. Juni       | Austrian Darts Open       | Wien, Multiversum Schwechat | Michael van Gerwen | 6 : 5    | Michael Smith      |
| 8   | 30. Juni – 2. Juli | European Darts Open       | Leverkusen, Ostermann-Arena | Peter Wright       | 6 : 2    | Mervyn King        |
| 9   | 1.–3. September    | Dutch Darts Masters       | Maastricht, MECC Maastricht | Michael van Gerwen | 6 : 1    | Steve Beaton       |
| 10  | 8.–10. September   | German Darts Grand Prix   | Mannheim, Maimarkthalle     | Michael van Gerwen | 6 : 3    | Rob Cross          |
| 11  | 22.–24. September  | International Darts Open  | Riesa, Sachsenarena Riesa   | Peter Wright       | 6 : 5    | Kim Huybrechts     |
| 12  | 13.–15. Oktober    | European Darts Trophy     | Göttingen, Lokhalle         | Michael van Gerwen | 6 : 4    | Rob Cross          |

## Preisgeld
Pro Turnier wurden insgesamt £ 135.000 an Preisgeldern ausgeschüttet, £ 20.000 mehr als auf der European Darts Tour 2016.
Das Preisgeld verteilte sich unter den Teilnehmern wie folgt:
| Position (Anzahl der Spieler) | Position (Anzahl der Spieler) | Preisgeld |
| ----------------------------- | ----------------------------- | --------- |
| Gewinner                      | (1)                           | £ 25.000  |
| Finalist                      | (1)                           | £ 10.000  |
| Halbfinalisten                | (2)                           | £ 6.000   |
| Viertelfinalisten             | (4)                           | £ 4.000   |
| Achtelfinalisten              | (8)                           | £ 3.000   |
| Verlierer der 2. Runde        | (16)                          | £ 2.000   |
| Verlierer der Vorrunde        | (16)                          | £ 1.000   |
|                               |                               |           |
|                               |                               | £ 135.000 |

## European Tour Order of Merit
Die Top 32 der European Tour Order of Merit sind für die European Darts Championship 2017 qualifiziert.
(Endstand: 16. Oktober 2017)
| Platz | Spieler               | Preisgeld |
| ----- | --------------------- | --------- |
| 01    | Michael van Gerwen    | £177,000  |
| 02    | Peter Wright          | £147,000  |
| 03    | Michael Smith         | £65,000   |
| 04    | Mensur Suljović       | £49,000   |
| 05    | Jelle Klaasen         | £42,000   |
| 06    | Rob Cross             | £41,000   |
| 07    | Joe Cullen            | £39,000   |
| 08    | Simon Whitlock        | £34,000   |
| 09    | Dave Chisnall         | £30,000   |
| 09    | Benito van de Pas     | £30,000   |
| 11    | Kim Huybrechts        | £29,000   |
| 12    | Daryl Gurney          | £28,000   |
| 12    | Mervyn King           | £28,000   |
| 14    | Gerwyn Price          | £27,000   |
| 15    | Cristo Reyes          | £25,000   |
| 16    | Ian White             | £23,000   |
| 16    | Stephen Bunting       | £23,000   |
| 18    | Krzysztof Ratajski    | £21,000   |
| 19    | Alan Norris           | £18,000   |
| 20    | Vincent van der Voort | £17,000   |
| 20    | Martin Schindler      | £17,000   |
| 20    | Christian Kist        | £17,000   |
| 20    | John Henderson        | £17,000   |
| 24    | Kyle Anderson         | £16,000   |
| 24    | Dimitri Van den Bergh | £16,000   |
| 26    | Steve Beaton          | £15,000   |
| 27    | Nathan Aspinall       | £13,000   |
| 27    | Ronny Huybrechts      | £13,000   |
| 29    | Jan Dekker            | £12,000   |
| 29    | James Richardson      | £12,000   |
| 31    | Darren Webster        | £11,000   |
| 31    | Jonny Clayton         | £11,000   |
| 31    | James Wilson          | £11,000   |

Kursiv gedruckte Spieler konnten sich aufgrund ihrer Position in der PDC Order of Merit nicht für das Turnier qualifizieren.

## Deutschsprachige Teilnehmer
Im Folgenden werden die Ergebnisse aller deutschsprachigen Teilnehmer aufgelistet.
| Land        | Spieler              | German Darts Championship | German Darts Masters | German Darts Open | European Darts Grand Prix | Gibraltar Darts Trophy | European Darts Matchplay | Austrian Darts Open | European Darts Open | Dutch Darts Masters | German Darts Grand Prix | International Darts Open | European Darts Trophy |
| ----------- | -------------------- | ------------------------- | -------------------- | ----------------- | ------------------------- | ---------------------- | ------------------------ | ------------------- | ------------------- | ------------------- | ----------------------- | ------------------------ | --------------------- |
| Deutschland | Robert Allenstein    | Letzte 48                 |                      |                   |                           |                        |                          |                     | Letzte 32           |                     |                         |                          | Letzte 48             |
| Deutschland | René Berndt          |                           |                      | Letzte 48         | Letzte 48                 |                        |                          |                     |                     | Letzte 48           |                         |                          |                       |
| Deutschland | Manfred Bilderl      |                           |                      |                   |                           |                        |                          |                     |                     |                     |                         |                          | Letzte 48             |
| Deutschland | Nico Blum            |                           |                      | Letzte 32         |                           |                        |                          |                     |                     | Letzte 48           |                         |                          | Letzte 48             |
| Deutschland | Christian Bunse      |                           |                      |                   |                           |                        |                          |                     | Letzte 48           |                     |                         |                          |                       |
| Deutschland | Gabriel Clemens      |                           |                      |                   | Letzte 48                 |                        |                          |                     |                     |                     |                         |                          |                       |
| Deutschland | René Eidams          |                           |                      |                   |                           | Letzte 48              |                          | Letzte 32           |                     |                     |                         |                          | Letzte 32             |
| Deutschland | Mike Holz            |                           |                      |                   |                           |                        | Letzte 48                |                     |                     |                     |                         |                          |                       |
| Deutschland | Max Hopp             |                           | Letzte 32            |                   | Letzte 32                 |                        | Letzte 48                |                     |                     | Letzte 48           | Letzte 48               | Letzte 32                |                       |
| Deutschland | Dragutin Horvat      |                           | Letzte 32            |                   |                           |                        |                          |                     | Letzte 48           |                     |                         | Letzte 48                |                       |
| Deutschland | Michael Hurtz        |                           |                      |                   |                           |                        |                          |                     |                     |                     | Letzte 48               |                          |                       |
| Osterreich  | Christian Kallinger  |                           |                      |                   |                           |                        |                          | Letzte 32           |                     |                     |                         |                          |                       |
| Osterreich  | Zoran Lerchbacher    |                           | Letzte 48            | Letzte 48         | Letzte 48                 |                        |                          | Letzte 32           | Letzte 48           |                     | Letzte 48               |                          | Letzte 32             |
| Deutschland | Robert Marijanović   |                           | Letzte 48            |                   |                           |                        |                          |                     |                     |                     |                         |                          |                       |
| Osterreich  | Michael Rasztovits   | Letzte 48                 |                      |                   |                           |                        |                          |                     |                     |                     |                         |                          |                       |
| Osterreich  | Rowby-John Rodriguez |                           | Achtelfinale         |                   |                           |                        |                          | Letzte 48           |                     | Letzte 32           |                         |                          |                       |
| Osterreich  | Roxy-James Rodriguez |                           |                      |                   |                           |                        |                          | Letzte 48           |                     |                     |                         |                          |                       |
| Osterreich  | Rusty-Jake Rodriguez |                           |                      |                   |                           |                        |                          | Letzte 32           |                     |                     |                         |                          |                       |
| Deutschland | Bernd Roith          | Letzte 48                 |                      | Letzte 32         | Letzte 48                 |                        |                          |                     |                     |                     | Letzte 48               | Letzte 48                |                       |
| Deutschland | Martin Schindler     | Letzte 48                 |                      | Letzte 48         |                           | Letzte 32              | Letzte 48                | Viertelfinale       | Letzte 48           | Achtelfinale        | Letzte 48               | Letzte 48                | Letzte 32             |
| Deutschland | Steffen Siepmann     |                           | Achtelfinale         |                   |                           |                        |                          |                     | Letzte 32           |                     |                         |                          |                       |
| Deutschland | Stefan Stoyke        | Letzte 48                 |                      |                   |                           |                        |                          |                     |                     |                     |                         |                          |                       |
| Osterreich  | Mensur Suljović      | Viertelfinale             | Achtelfinale         | Viertelfinale     | Achtelfinale              | Finale                 | Finale                   | Achtelfinale        | Halbfinale          | Letzte 32           | Achtelfinale            | Achtelfinale             |                       |
| Deutschland | Erik Tautfest        |                           |                      |                   |                           |                        | Letzte 48                |                     |                     |                     |                         |                          |                       |